# Bigerrionowie

Lokalizacja Bigerrionów wśród plemion akwitańskich po francuskiej obecnie stronie Pirenejów.

Bigerrionowie (Bigerriones) – starożytny lud galijski zamieszkujący Akwitanię na południowym zachodzie dzisiejszej Francji w rejonie Pirenejów.
Cezar w swym komentarzu do wojny galijskiej wspomina o poddaniu się Bigerrionów i przysłaniu przez nich dobrowolnie zakładników Publiuszowi Licyniuszowi Krassusuowi w połowie września 56 p.n.e. na wieść o jego zwycięstwie nad Wokatami i Tarusatami.
Od imienia Bigerrionów pochodzi nazwa miejscowości Bagnères-de-Bigorre w departamencie Pireneje Wysokie (Hautes-Pyrénées) i regionu Bigorre.